# Der hartnäckigste Gast der Welt
Der hartnäckigste Gast der Welt (Originaltitel: Le Client le plus obstiné du monde) ist eine Erzählung von Georges Simenon und handelt von einem rätselhaften Mann, der einen ganzen Tag allein in einem Pariser Café verbringt. Das zur Reihe der Maigret-Romane und -Erzählungen gehörende Werk entstand 1946 in Kanada und erschien 1947 in Maigret et l'Inspecteur malgracieux.

## Handlung

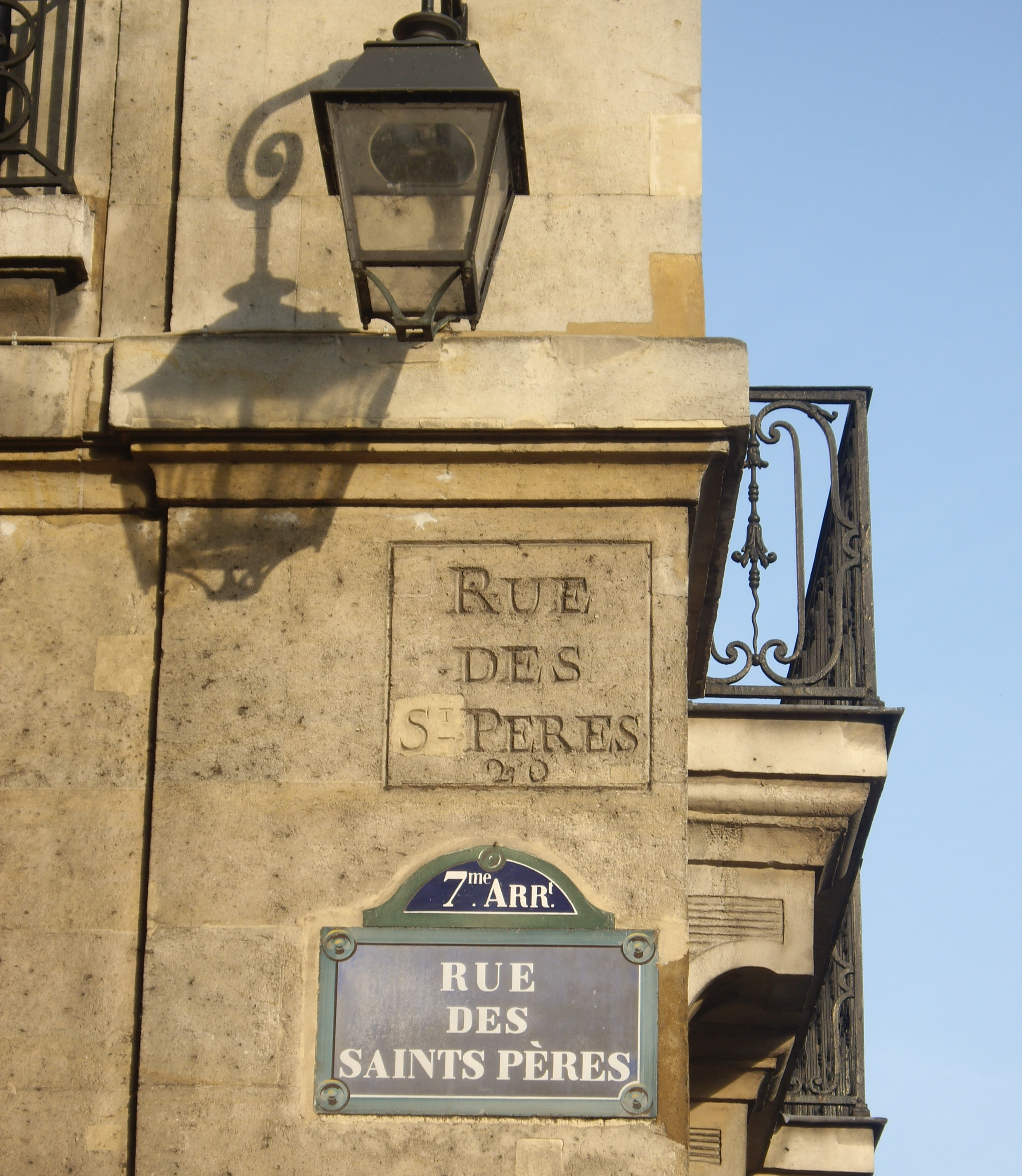
Rue des Saints-Pères in Paris

Pünktlich wie jeden Morgen öffnet Joseph, der Kellner des Café des Ministères, um acht Uhr das kleine und altmodische Café an der Ecke Boulevard Saint-Germain/Rue des Saints-Pères im 7. Arrondissement, das vorwiegend von Stammgästen aus den nahen Ministerien frequentiert wird. Als er gerade seine Vorbereitungen beginnt und sich über die Kaffeemaschine beugt, betritt ein fremder Mann mit einem Koffer das Lokal und setzt sich, obwohl die Stühle noch nicht heruntergestellt sind. Erst um neun Uhr lässt sich Joseph dazu herab, dem merkwürdigen und stillen Gast einen Kaffee zu bringen. Den ganzen Tag sitzt dieser in der Ecke; Joseph wird dies allmählich unheimlich und er ruft Inspektor Janvier von der Kriminalpolizei an, der daraufhin erscheint und seine Fahndungslisten überprüft. Da gegen den Mann anscheinend nichts vorliegt und er nichts Verbotenes tut, weigert sich der Inspektor, sich die Personalien des Mannes zeigen zu lassen. Im Laufe des Tages betritt eine unbekannte Frau das Lokal, die in ihrer Bürgerlichkeit für Joseph nicht dem Typ Frau entspricht, der allein in Lokale geht. Die Frau setzt sich an einen Tisch nahe dem Unbekannten und hat ein Paket vor sich liegen. Alle Zeugen erinnern sich später, dass das Paket später verschwunden war. Um elf Uhr – Joseph beginnt die Stühle hochzustellen – ist der Mann immer noch da;  er hatte bis dahin drei Kaffees, ein Viertel Vichy und eine Limonade getrunken. Josephs Nerven sind auf das Äußerste gespannt. Schließlich verlässt der Fremde das Café und kurz darauf hört Joseph von draußen einen Schuss fallen. Ein unbekannter Toter wird aufgefunden; der geheimnisvolle Fremde mit dem Koffer ist spurlos verschwunden.

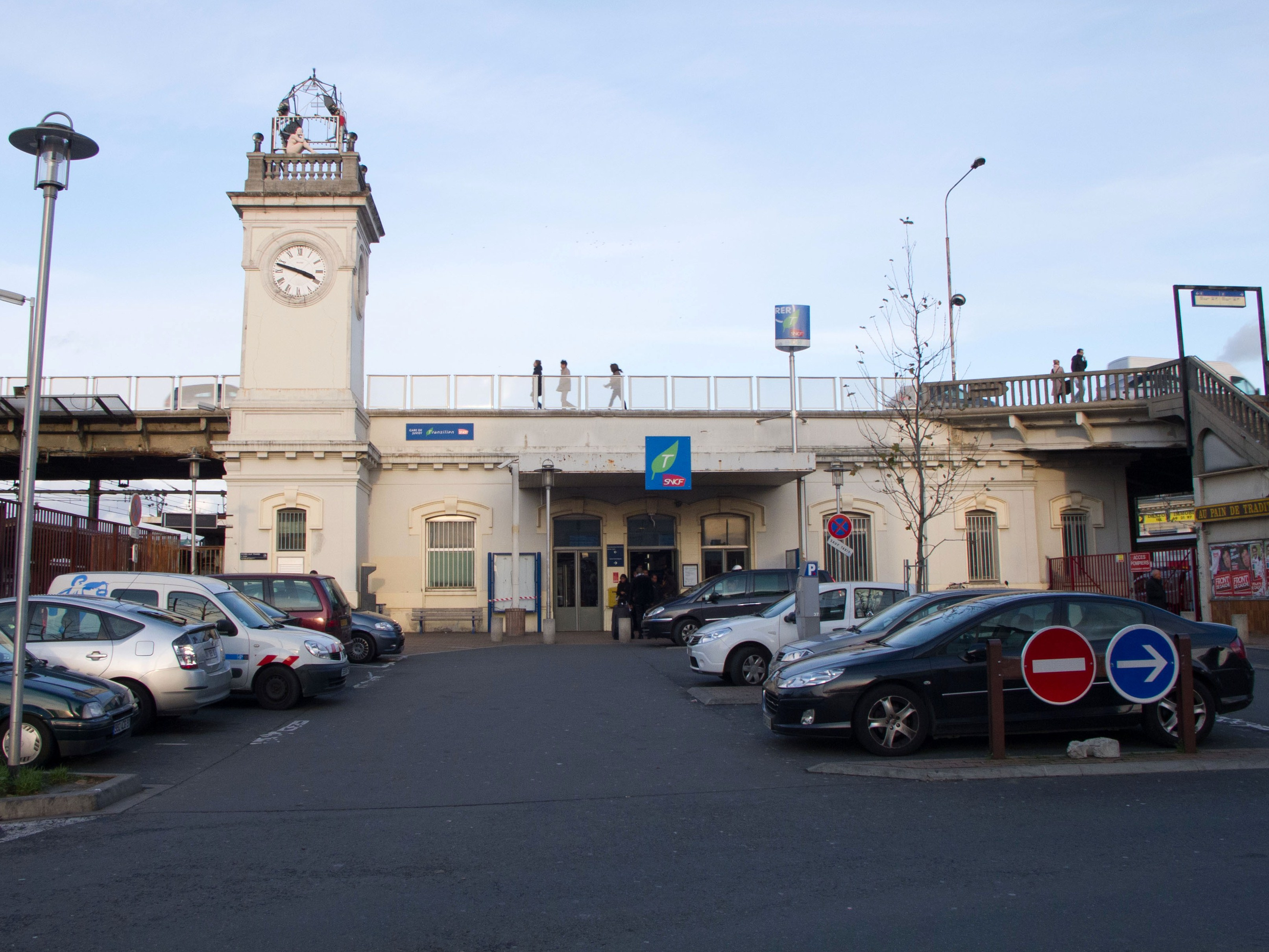
Bahnhof von Juvisy

Am nächsten Morgen übernimmt Inspektor Maigret die Ermittlungen und begibt sich mit Janvier zum Boulevard Saint-Germain in das dem Café des Ministères gegenüberliegende modernere Café Chez Leon. Die Spurensicherung ergibt, dass der Tote eine Fahrkarte aus dem Pariser Vorort Juvisy bei sich hatte; außerdem findet man einen Stempelsatz mit den Worten Ich mache dich fertig. Bei der Autopsie wird feststellt, dass er starker Trinker war und an Tropenkrankheiten litt. In dem Lokal erinnert man sich an den Toten, der am Vorabend zu Gast war und einen nervösen Eindruck gemacht hatte. Anschließend vernehmen die beiden Kommissare die Zeugen im Café des Ministères, die sich jedoch widersprechen. Maigret ist bald davon überzeugt, dass es der Tote war, der jemandem auflauerte, und nicht umgekehrt. Er hat nun die Idee, zunächst nach der geheimnisvollen Frau zu suchen, und erkundigt sich, ob es noch ein Lokal in der Nähe gibt. Man entdeckt das nahe Restaurant À l’Escargot und findet heraus, dass diese Frau am Vortag dort gegessen und sich lange aufgehalten hatte. Nachdem der Kellner das Lokal um elf Uhr geschlossen hatte, sah er sie unter einem nahen Baum stehen. Anschließend fahren Maigret und Janvier mit dem Taxi in den Vorort, um die Spur des unbekannten Toten zu verfolgen. Bei ersten Ermittlungen am Bahnhof von Juvisy stellen sie fest, dass es sich um den notorischen Trinker Combarieu handelt, der die Bars in der Bahnhofsnähe frequentierte und in einem nahen Lokal zur Untermiete wohnte. Schließlich entdecken die beiden Kommissare, dass es sich bei dem gesuchten Paar um Monsieur und Madame Auger handelt, die in einem nahen Neubaugebiet wohnen. Madame Auger gesteht sogleich die Tat und klärt die Kommissare über deren Hintergründe auf. Ihr Schwager Combarieau, der ohne seine Frau, die Zwillingsschwester vom Mme Auger, lang in Afrika gelebt hatte, verdächtigte bei seiner Rückkehr Auger und seine Frau, ihn hintergangen zu haben. Als man ihm nach Gabun geschrieben habe, seine Frau sei gestorben, habe man ihn belogen, denn in Wirklichkeit sei Mme Auger seine Frau. 
Maigret kann letztlich die wahre Identität von Mme Auger nicht klären; vor Gericht wird sie wegen Notwehr freigesprochen.

## Hintergrund der Entstehung und Veröffentlichung
1934 beendete Simenon nach Maigret und sein Neffe vorläufig die Maigret-Reihe und schrieb hauptsächlich sogenannte romans de la destinée. 1936 holte Simenon seinen Kommissar zurück, zuerst in der kleinen Form. In diesen Kurzgeschichten wie Mademoiselle Berthe und ihr Geliebter (1936) oder Madame Maigrets Liebhaber (1939) bereitete Simenon Maigrets Comeback 1942 mit Maigret verliert eine Verehrerin u. a. vor. Simenon schrieb die Erzählung 1946 während eines Urlaubs in dem Fischerdorf St. Andrew an der kanadischen Atlantikküste; sie erschien 1947 in dem Sammelband Maigret et l'inspecteur Malgracieux bei Presses de la Cité. 1989 erschien die Erzählung in der Übersetzung von Linde Birk in dem Diogenes-Sammelband Maigret und der hartnäckigste Gast der Welt, der auch die fünf weiteren Maigret-Erzählungen Jeumont, 51 Minuten Aufenthalt, Die Wachstropfen, Der zweifelhafte Monsieur Owen, Herr Montag und Man tötet arme Leute nicht enthielt.

## Ausgaben
- Maigret und der hartnäckigste Gast der Welt. Zürich: Diogenes, 1989
- Le Client le plus obstiné du monde, de Georges Simenon, illustrés par Loustal. Carnet Omnibus, 2000
- In deutscher Übersetzung liegt sie in dem bei Diogenes 2009 erschienenen Sammelband Sämtliche Maigret-Geschichten (ISBN 978-3-257-06682-1) vor.